# 蚺科
蚺科是爬行纲有鳞目下的一科，屬於蛇類中保留較多原始特征的一支。其中包含沙蟒亞科（Erycinae）與蚺亞科（Boinae），共有19屬约75个种。这个科中的蛇是世界上最大的蛇，其中南美洲的绿水蚺是已知最重、长度第二长的蛇类；成年蚺科蚺体型一般为中大型，雌性通常大于雄性。它们全部无毒，靠著巨大的體型成為頂級掠食者，使用缠绕窒息的方法来杀死它们的猎物。

## 特征
蚺科蛇类的躯体一般很长，呈圆柱形。一些居住在树上的蚺科蛇的躯体也有扁的，其脊椎很明显。它们的尾部相对而言比较短，尾部从肛门开始。雄性的尾部里也有一对半阴茎，雌性则有产生气味的腺。蚺科的内脏，尤其是胃，能够非常强烈地伸缩。头部各种各不相同。有些种的头部和颈部之间没有明显的分界，有些则非常明显。上下颚没有通过关节固定相连，它们之间仅仅通过由能够伸缩的筋包裹的骨头相连。因此它们的颚能够脱离。一些种拥有能够感受热的器官。眼没有眼皮，瞳孔一般是长的。通过舌蚺科的蛇能够感受味道，其咽里有两个小坑，那里的神经直接与脑相连。这个器官被称为犁鼻器。蚺科蛇没有听觉，但是能够通过下颚感受震动。
蚺科的蛇类还有两片肺，大多数其它蛇类的左肺叶已经强烈退化了，而右肺叶则伸长，这些蛇肺的后部被用来贮藏空气，在勒死猎物的时候蛇使用这个部分的空气呼吸。蚺科蛇类这个部分还没有发展好，因此只能贮藏少许空气。

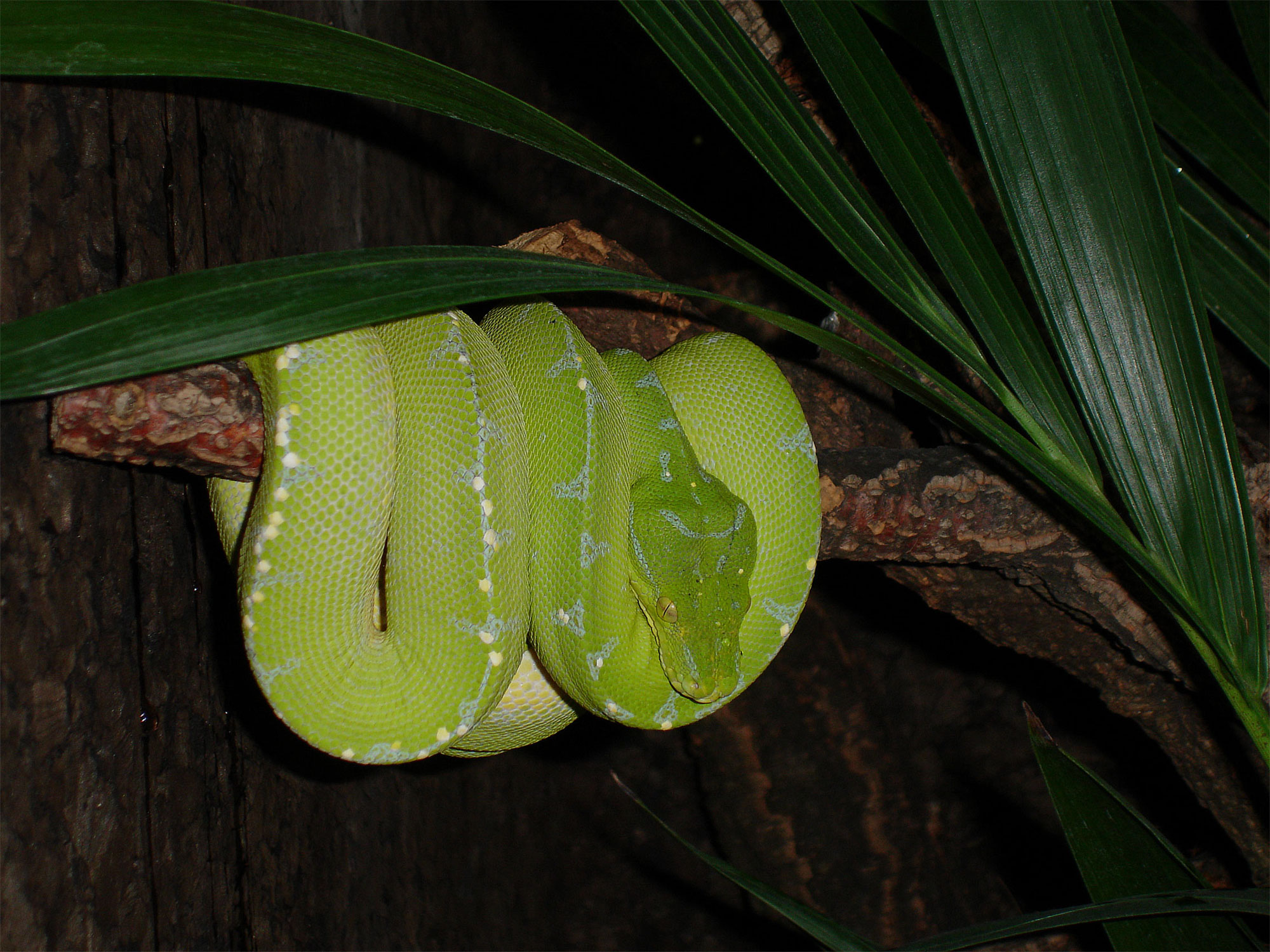
綠樹蟒（Morelia viridis）

在肛门边还有蜕化的后肢可见，除此之外之外蚺科蛇类还有退化的髖。

### 大小和重量
蚺科包括世界上现存最大的蛇，它们可以长达7至10米，如森蚺，但是蚺科中也有比较小的蛇。
一些沙蟒亞科的蛇成年后仅有幾克的重量，而大的蚺科蛇类成年可以达150公斤重。

## 分类
蚺科属于爬行动物纲中物种最多的目：有鱗目，属于有鳞目中的蛇亚目真蛇下目原蛇小目蚺总科。它有三个亚科蟒亚科（蟒亚科是否是蚺科的亚科，还是独立一科在学术上有争议）、沙蟒亞科和蚺亞科，关于它种类的数目有不同的观点，大多数文献说有19个属75个种。

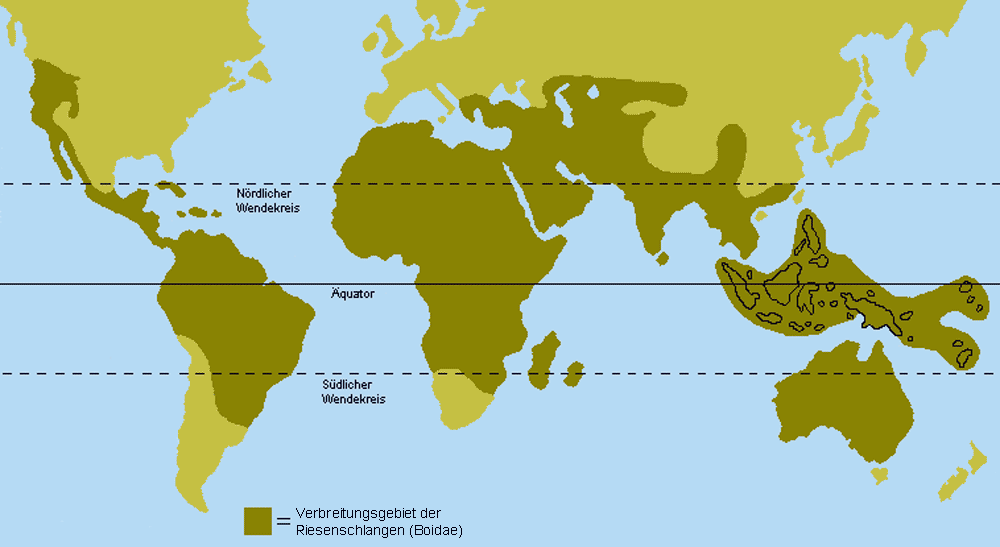
蚺科的分布

## 分布
蚺科蛇类在地球许多地方有分布。蟒亚科主要分布在旧大陆的非洲和亚洲，在澳大利亚也有。蚺亞科主要分布在新大陆以及马达加斯加和所罗门群岛。

## 生活环境
蚺科通过进化适应了许多不同的生活环境。大多数蚺科蛇类生活在比较潮湿的气候中，它们一般生活在温带和半热带，綠樹蟒等也生活在热带雨林中。在比较冷的地方它们冬眠。有些种也生活在干旱温暖的地区，甚至生活在沙漠里。在沙漠中生活的蚺科一般体形比较小，在日间它们把自己埋在沙中来躲避高温。

## 繁殖
蟒是卵生，而大多数蚺则是卵胎生。一些种的雌性照顾产的卵。它们在卵巢上盘成圈，这样用两到三个月的时间孵卵。这样卵巢内的温度会升高，假如温度太高了，它们会放松自己组成的圈，使得空气进入。也有些种仅仅看护巢。

## 食物

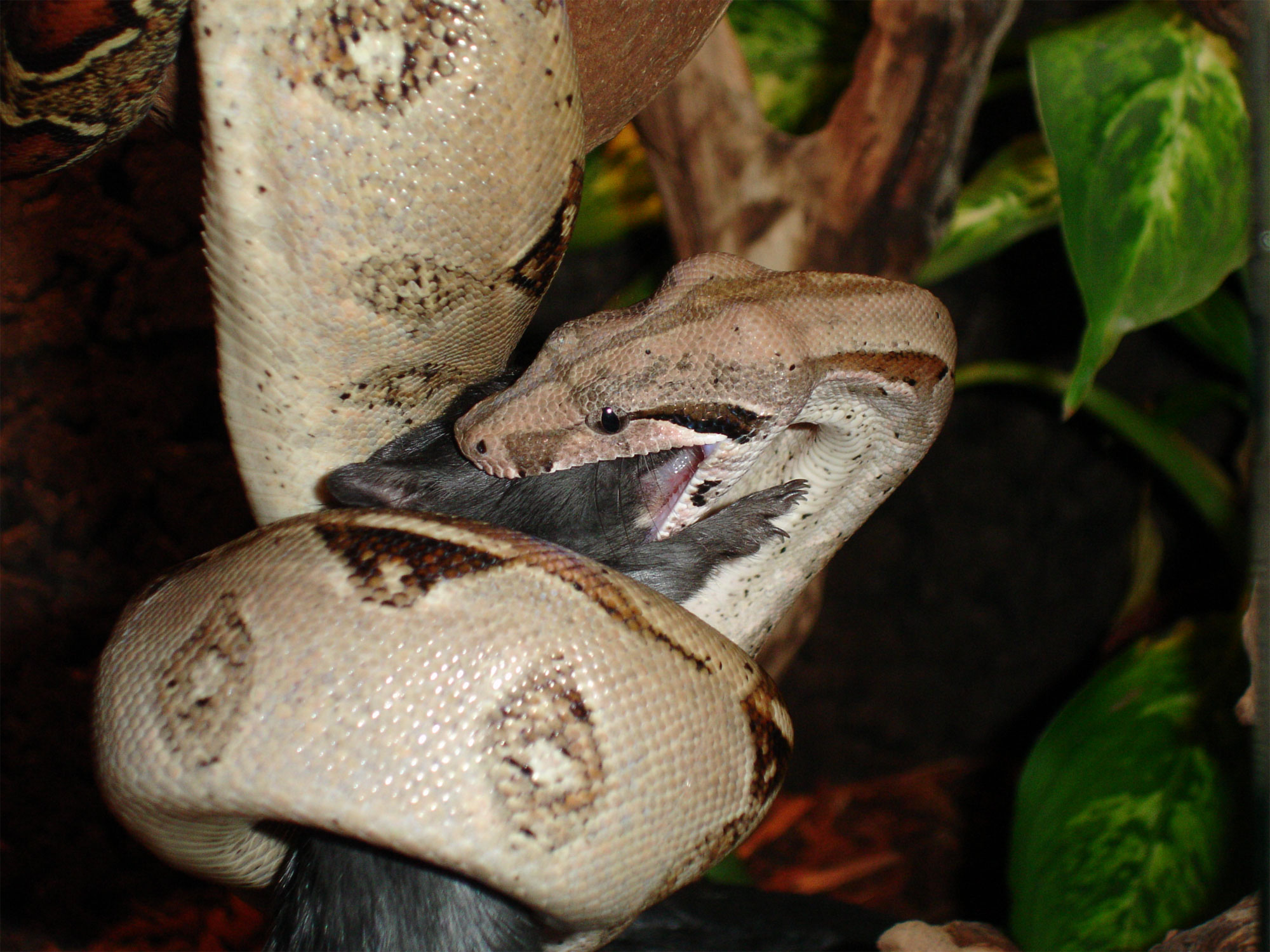
Boa constrictor imperator

蚺科蛇类把猎物勒死。它们使用躯体结实的肌肉把猎物盘绕住，使得猎物的胸腔无法扩张，由此无法呼吸。猎物被完整地吞下。蚺科蛇类一般不是通过把猎物的骨头折断而导致猎物死亡的。
蚺科的猎物包括哺乳动物和鸟类。它们也能够吞入比它们的直径大的猎物。蛇没有膀胱，尿和粪便都是通过肛门排出的。它们的胃液中含有高浓度的盐酸，它们能够在数日内把大的动物也消化掉，骨头也会被消化掉，只有牙、毛和爪会被排出。

## 贸易
对蚺科蛇类活动物和皮的贸易有全球性的意义，因此整个蚺科受到保护。虽然如此每年在机场会被没收数十万张皮以及许多活动物。由于一些动物的成年活体能够达数米长，活体贸易一般限于幼蛇。在北美，亚洲和非洲的许多国家蚺科蛇类也被食用。

## 保护
所有蚺科蛇类全部被收录在濒危野生动植物物种国际贸易公约中，其中八个物种和两个亚种被收录在附录一中，其它80个种被收录在附录二中。

## 外部連結
- Red-Tail Boa Frequently Asked Questions （页面存档备份，存于）
- General Information on Boas （页面存档备份，存于）
- The Sand Boa Page （页面存档备份，存于）

## 延伸阅读
[在维基数据编辑]
 《欽定古今圖書集成·博物彙編·禽蟲典·蟒部》，出自陈梦雷《古今圖書集成》